# Strenči
Strenči ( výslovnost) je malé město v severovýchodní části Lotyšska, v historickém regionu Vidzeme. Město leží na pravém břehu řeky Gauja. Městem je od roku 1928. Město obklopují ze severu a západu rašeliniště.